# Віллігіз (архієпископ Майнца)
Віллігіз (нім. Willigis; бл. 940 — 23 лютого 1011) — церковний і державний діяч Священної Римської імперії, 16-й архієпископ Майнца.

## Життєпис
Походив із селянської родини на східному кордоні Гарца (герцогство Саксонське). Легенда XIII ст. називає його сином візника або стельмаха. Народився близько 940 року в Шенінгені. Хлопчиком навчався у Фолкольда Мейсенського, радника спадкоємця імперії Оттона. Стає кліриком.
Здібності Віллігіза дозволили йому зробити швидку кар'єру при дворі. 969 року його було призначено на посаду радника імператора Оттона I. 970 року зараховано до імператорської капели. 971 року призначено канцлером Німеччині.
Після смерті Оттона I в 973 року зберіг провідне становище при дворі, був одним з найбільш довірених осіб нового імператора Оттона II. У 975 році, після смерті Рупрехта, він був висвячений на архієпископа Майнца і одночасно призначений архіканцлером Німеччини. Папа римський Бенедикт VII вручив Віллігізу палій і зробив його своїм вікарієм в Німеччині та прімасом над німецькими єпархіями, а також підтвердив усі привілеї, раніше дані архиєпископам Майнца. 976 року висвятив Дітмара фон Брумата як першого Празького єпископа, який підпорядковувався Майнцькій єпархії. Водночас започаткував зведення Майнцького собору.
983 року брав участь у гофтазі в Вероні, по завершенню якого отримав для своєї архієпископії володіння від Інгельгейма до Гаймбаха та Кауба та області по обидва боки нижньої частини Нае та Райнгау(Правобережжя Рейну). Це значно посилило вплив Майнцького архієпископства в Німеччині. Після смерті імператора того ж року стає неформальним регентом імперії спільно зі вдовою і матір'ю померлого — Феофаною і Адельгедою відповідно. Того ж року супроводжував спадкоємця тону Оттона до Аахену для коронації.
Завдяки дипломатичним здібностям Віллігіза трон був збережений для Оттона III. З 991 року після смерті матері імператора фактично став регентом при номінальній владі Адельгейди. 994 року оголосив Оттона III повнолітнім, отримавши від того значні пожертви.
При правлінні останнього зберігав свій вплив. У 996 році разом з імператором здійснив похід до Риму, де брав участь у висвяченні папи римського Григорія V після раптової смерті Івана XV. В останні роки правління Оттона III втратив прихильність імператора, бо виступав проти планів відродження Римської імперії. Диспут щодо юрисдикції монастиря Гандерсгейм з Бернвардом Гільдесгаймським, колишнім наставником Оттона III, розбирався у 1001 році папським легатом — кардиналом Фредеріком Саксонським і призвів до сварки архієпископа з імператором. Втім папа римський Сильвестр II став на бік імператора й Бернварда Гільдесгаймського.
Після смерті Оттона III у 1002 році Віллігіз надав рішучу підтримку Генріху IV, герцогу Баварському, в боротьбі за імператорський трон. 7 червня 1002 року Віллігіз у соборі Майнца провів коронацію Генріха.
1007 року головував на соборі у Франкфурті, де було затверджено утворення Бамберзької єпархії, проведення чернечої реформи. 1009 року висвятив Майнцький собор, але той через декілька днів згорів майже вщент. Помер 1011 року в Майнці, був похований у церкві Святого Стефана. Було здійснено декілька спроб канонізувати Віллігіза, проте без успіху.